# Hydropsyche davisi
Hydropsyche davisi är en nattsländeart som beskrevs av Wolfram Mey 1998. Hydropsyche davisi ingår i släktet Hydropsyche och familjen ryssjenattsländor. Inga underarter finns listade i Catalogue of Life.